# Karl Seidensacher
Karl Seidensacher (Celje, 17 marzo 1862 – St. Magdalena, 7 settembre 1938) è stato un ammiraglio austriaco.

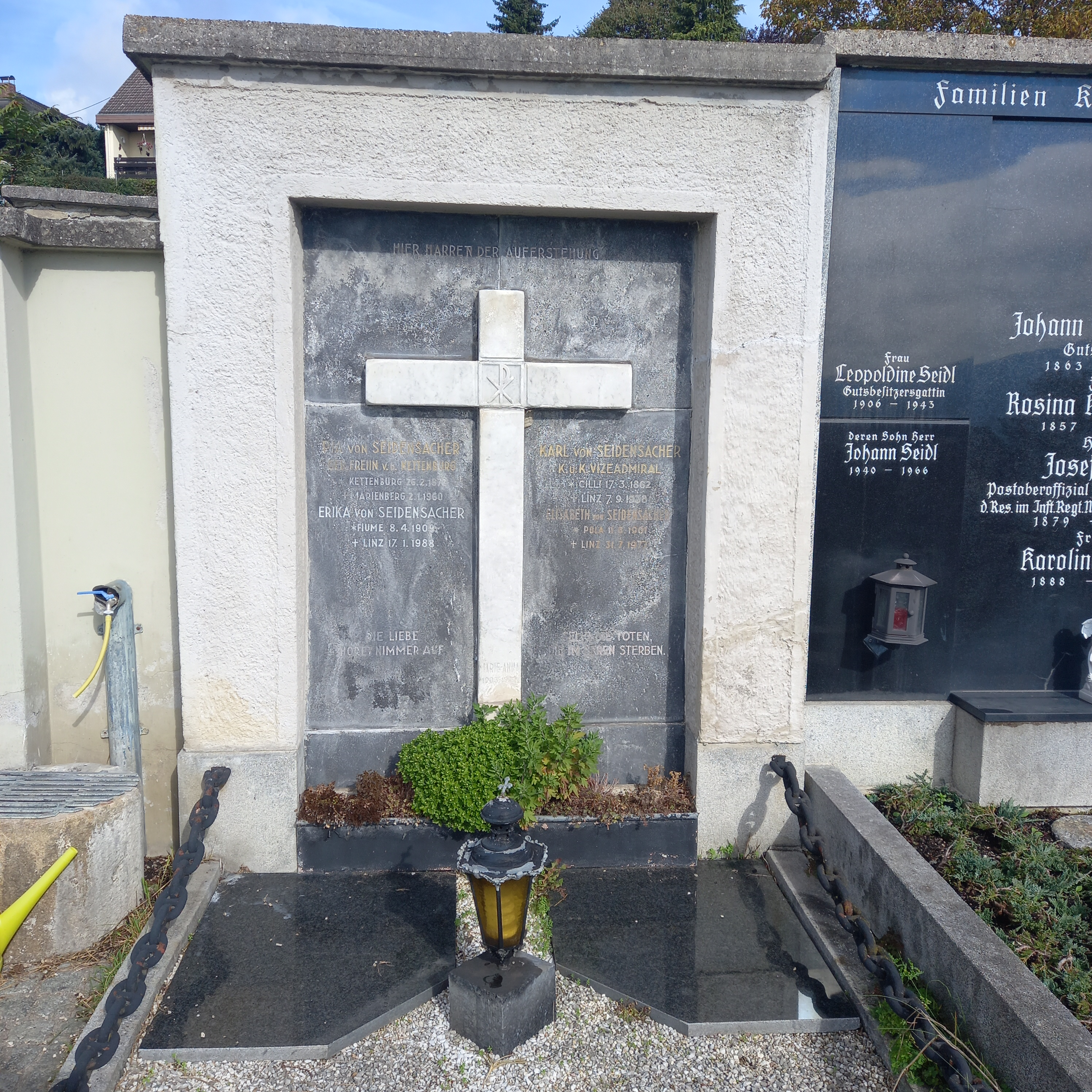
La tomba di Karl Seidensacher sul cimitero di St. Magdalena (Linz)

Fu comandante della nave da battaglia Babenberg,  e durante la prima guerra mondiale ricoprì gli incarichi di comandante della IV e poi della III Divisione navale, e in seguito di Capo di stato maggiore della II Squadra da battaglia. Nel febbraio del 1918 fu uno dei protagonisti della repressione dell'Ammutinamento di Cattaro scoppiato tra gli equipaggi della flotta tra il 1 e il 3 febbraio 1918.

## Biografia
Nacque a Celje (Slovenia) il 17 marzo 1862, figlio di un funzionario ministeriale e della baronessa Pia von Kettemburg.  Dopo aver frequentato con successo i cinque anni di ginnasio ricevette una borsa di studio per entrare alla k.u.k. Marineakademie di Fiume.  Dopo il completamento degli studi in accademia nel luglio 1881, venne trasferito in mare, imbarcandosi come seekadett di seconda classe, e fu promosso guardiamarina nel 1883. Dopo diversi imbarchi e corsi di istruzione in arsenale per l'uso di mine e siluri, nel 1885 fu promosso seefähnrich.  Dopo aver svolto ulteriori incarichi a terra e in mare, nel marzo 1891 assunse il suo primo comando indipendente, la torpediniera No.20 (ex Kukuk), e venendo promosso linienschiffleutnant 2. klasse. Nel 1897, in qualità di Wachoffizier, prese parte, imbarcato sulla nave da battaglia Wien, alla squadra navale internazionale inviata a Creta per combattere la ribellione ivi scoppiata.  Negli anni seguenti svolse numerosi incarichi come ufficiale istruttore d'artiglieria, e nel 1905 venne mandato a Trieste per sovraintendere all'allestimento finale della nuova nave da battaglia Erzherzog Friedrich. Nel 1907 fu promosso fregattenkapitän, si imbarcò sulla Erzherzog Friedrich, passando poi all'Hafenadmiralat di Pola, e nell'estate del 1908 divenne Capo di stato maggiore del Kreuzerflottillenkommando, e vicecomandante della k.u.k. Marineakademie di Fiume.
Promosso linienschiffskapitän nel 1910, assunse il comando della nave da battaglia Babenberg, e nello stesso anno assunse l'incarico di Capo di stato maggiore della II Squadra da battaglia. Dopo un altro incarico presso l'Hafenadmiralat a Pola, nel 1913 fu trasferito all'ufficio navale presso il Ministero della Guerra, entrando a far parte dello stato maggiore dell'ammiraglio Anton Haus. Nel mese di ottobre assunse le funzioni di kommodore e l'incarico di comandante della flottiglia incrociatori, venendo promosso konteradmiral il mese successivo. 
Lo scoppio della prima guerra mondiale lo trovò comandante della IV Divisione navale, alzando la sua insegna sulla Habsburg, passando poi al comando della III Divisione con funzioni di Capo di stato maggiore della seconda squadra da battaglia. Nel 1917 fiu elevato al grado di vizeadmiral. Tra il 1° e il 3 febbraio 1918 le navi della flotta ormeggiate a Cattaro furono coinvolte in episodi di ammutinamento che non avevano precedenti. In particolare gli insorti riuscirono a impossessarsi dell'incrociatore corazzato Sankt Georg. Inviato con la III Divisione navale a ristabilire l'ordine lo fece senza spargimenti di sangue, e subito dopo, insieme all'ammiraglio Franz von Keil e al viceammiraglio Paul Fiedler, fece parte della corte marziale che giudicò e condannò a morte i protagonisti dell'ammutinamento.
In seguito alla rivolta il comandante della flotta, ammiraglio Maximilian Njegovan fu rimosso dall'incarico e sostituito con il contrammiraglio Miklós Horthy.  Al 4 novembre 1918, data dell'armistizio con l'Italia, lavorava a fianco del nuovo comandante nella formazione Off. Nachwuchses, e tenendo corsi di artiglieria. Andato in pensione si spense a St Magdalena (Linz, alta Austria), il 7 settembre 1938.

### Annotazioni
1. ↑  Formata dalla vecchie navi da battaglia della classe Habsburg.
2. ↑  Formata dalla navi da battaglia della classe Erzherzog Karl.
3. ↑  Furono giustiziati l'11 febbraio i marinai Antun Sešan, Franz Rasch, Jerko Šižgorić dell'equipaggio del Sankt Georg, e il croato Mate Brničević che aveva guidato l'ammutinamento della nave appoggio sommergibili Gaä.

### Fonti
1. 1 2 3 4 5 6 7 8 9 10 11 12 13  Bayer von Bayersburg 1962, p. 118.
2. ↑  Greger 1976, p. 49.
3. ↑  Greger 1976, p. 19.
4. ↑  Greger 1976, p. 21.
5. 1 2 3  Greger 1976, p. 11.
6. ↑  >Schmidt-Brentano 2000, pp. 520-526